# Fujiwara Seika
Fujiwara Seika (Hosokawa-sho (actual ciutat de Miki), 1561 - ¿?, 1619), va ser un erudit confucià des del període Sengoku fins a principis del període Edo. No va utilitzar el seu nom familiar, Reizei, sinó que va utilitzar el seu cognom real, Fujiwara, a l'estil xinès, i després el va modificar per prendre el nom Fuji (To). A més, els estudiosos confucians posteriors el van anomenar Tou perquè no hi ha el cognom Fuji a la Xina.

## Biografia
Va néixer l'any 1561 com el tercer fill del noble de la cort Reizei Tamezumi a Hosokawa-sho, comtat de Miki (comtat de Minami), província de Harima (actual ciutat de Miki, prefectura de Hyogo), que era el territori de la família Shimo Reizei.
Com que no era ni el fill gran ni un fill il·legítim, no va heretar el negoci familiar, sinó que va anar a Kyoto i va entrar al temple Shokoku-ji com a monjo zen, on va estudiar filosofia Zen i Zhu Xi. Va intentar anar a la Xina Ming per estudiar el confucianisme, però va fracassar. Més tard es va familiaritzar amb l'estudiós confucià coreà Kang Hyeon i, amb la seva ajuda, va escriure la "Instrucció japonesa en els quatre llibres i els cinc clàssics", sistematitzant el confucianisme, que abans havia format part de l'educació dels monjos de les Cinc Muntanyes, i establint una escola independent anomenada Escola de Kyoto. Es basa en la filosofia Zhu Xi, però també destaca per la seva inclusió, havent abraçat el Yangmingisme. Es diu que va ser el pare del confucianisme modern, i entre els seus deixebles, Hayashi Razan, Nawa Katsusho, Matsunaga Shakugo i Hori Kyoan en particular eren coneguts com els Quatre Reis Celestials de Seimon. També coneixia molt bé la poesia waka i els clàssics japonesos, i es diu que va ser amic del poeta contemporani Kinoshita Choshoshi. També va ensenyar el confucianisme a Toyotomi Hideyoshi i Tokugawa Ieyasu, i tot i que Ieyasu li va demanar que el servira, va declinar i va recomanar al seu deixeble Razan. Les seves obres principals inclouen "Suntetsuroku", "Chiyomotogusa" i "Principis de virtut en l'escriptura".
A més, la seva família, el clan Shimo Reizei, va caure en decadència quan el seu cap va ser assassinat en batalla després de ser atacat pel clan Sengoku daimyo Bessho al seu territori a Harima. Per aquesta raó, Seika va treballar dur per donar suport al seu germà petit, Tamemasa, com a nou cap de família, i així reviure la família Shimo Reizei. El mateix Seika era un fill il·legítim i mai va ocupar el càrrec de cap de la família Shimo-Reizei, però després de la mort de Tamemasa, el seu fill gran, Tamekage, es va convertir en cap de família per decret imperial.
Va morir el 1619 als 59 anys.
En anys posteriors, l'emperador Go-Komyo es va interessar per la filosofia Zhu Xi. Va ser un gran admirador dels èxits de Fujiwara no Seika i va donar un prefaci imperial a la seva col·lecció d'escrits.

## Persona
Va donar una gran importància a l'autoconreu personal i es va dedicar a la filosofia de Zhu Xi, però era tolerant amb el budisme.

## Lloc de naixement
A Hosokawacho, ciutat de Miki, prefectura de Hyogo, on va néixer Fujiwara Seika, hi ha un monument de pedra i una estàtua de bronze que marca el seu "lloc de naixement".

## Deixebles
- Hayashi Razan
- Centre d'activitats Naha
- Matsunaga Shakugo
- Hori Anan
- Ishikawa Jozan
- Ryoan Katayama
- Suminokura Soan
- Tota Tameharu
- Katsutoshi Kinoshita
- Mitsunari Ishida
- Masazumi Ishida
- Kobayakawa Hideaki